# 白顶文鸟
白顶文鸟（学名：Lonchura ferruginosa），是梅花雀科文鸟属的一种，为印度尼西亚的特有种。该物种的保护状况被评为无危。
白顶文鸟的平均体重约为13.0克。栖息地包括种植园、灌溉地、耕地和湿地。